# نیسابا
نیسابا ایزدبانوی سومریِ نوشتن، یادگیری و کشت و برداشت است. او در پرستشگاه‌ها و پناهگاه‌های اوما و ارس پرستیده می‌شد، و بیشتر توسط نویسندگان سومری مورد ستایش بود. او نگهبان نویسندگان فانی و همچنین نویسنده خدایان به شمار می‌آمد. در زمان بابل، پرستش او بیشتر به سوی خدای نیبو رهنمون می‌شد، که وظیفه‌های او را بر دوش گرفت.

## شمایل‌نگاری و پرستش

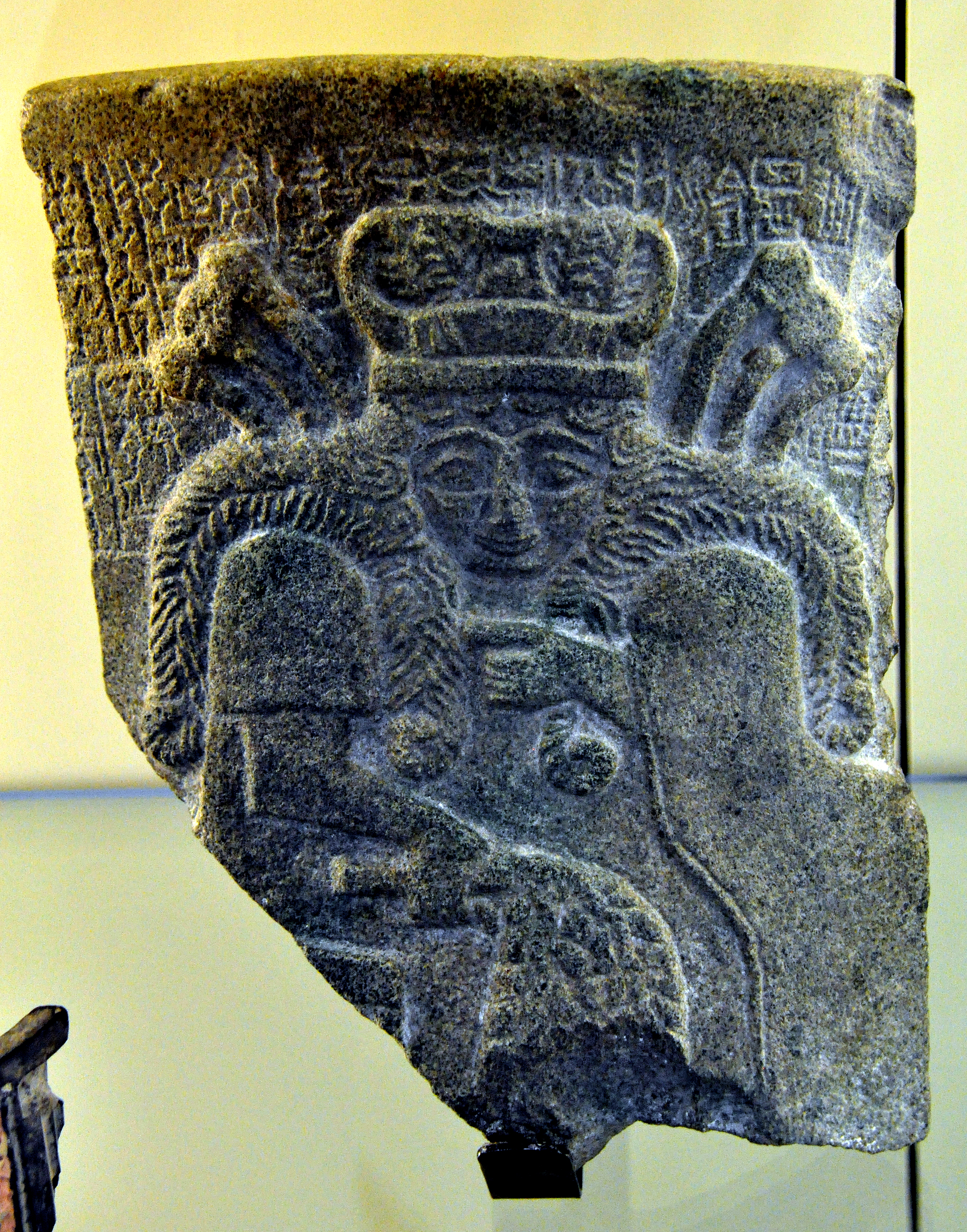
شمایل ایزدبانویی که شاید نیسابا باشد، بر روی یک گلدان تصویر شده‌است. ج ۲۴۳۰ پیش از میلاد موزه پرگامون، برلین

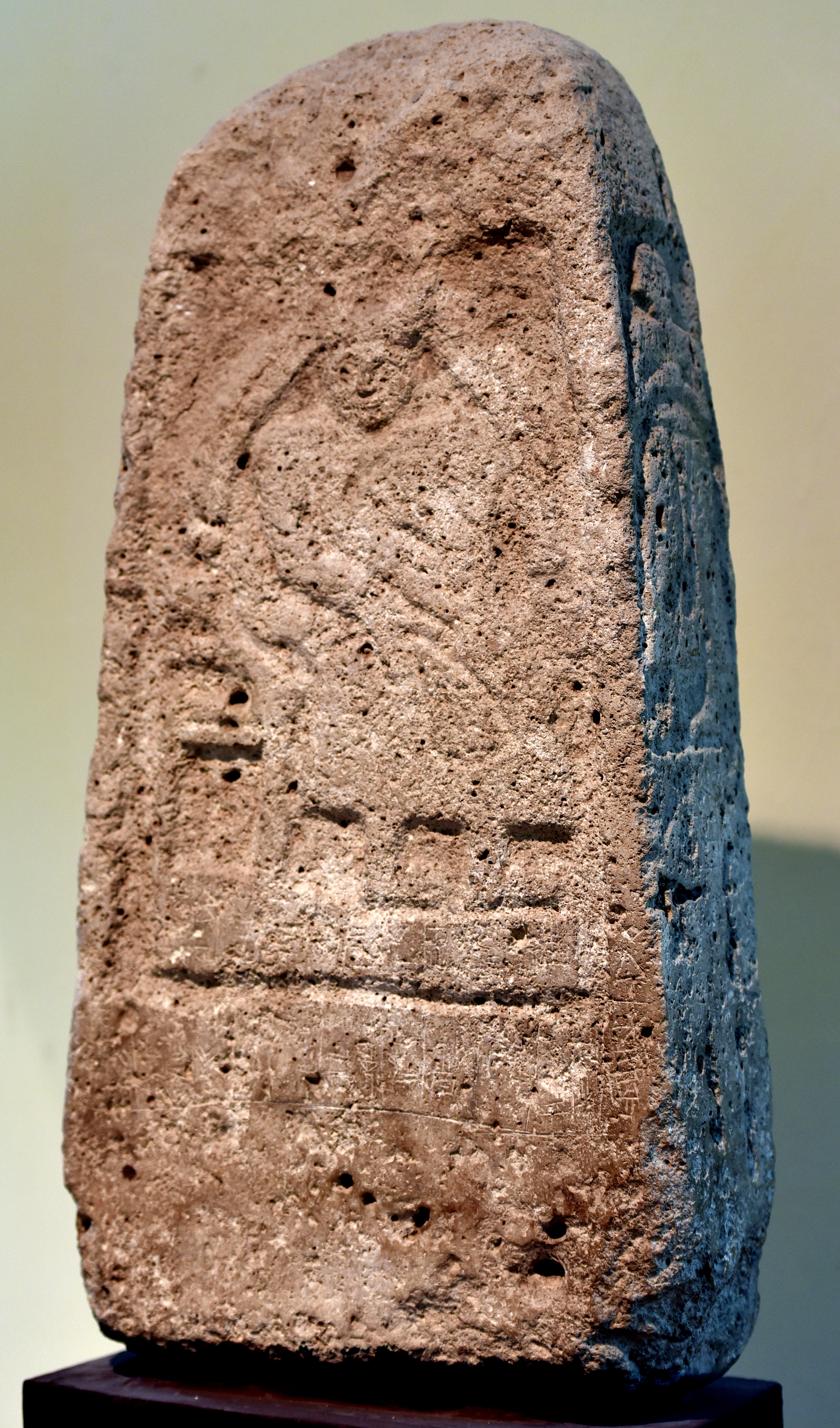
استله اور نانشه از لاگاش. ایزدبانوی نیسابا در وجه جلویی پدیدار می‌شود. موزه عراق، بغداد

پرستش نیسابا در شهر اوما، جایی که او در واقع ایزدبانوی جو و گندم بود و در دوره آغازین سلسله نخست، ۲۹۰۰ تا ۲۷۰۰ سال پیش از میلاد آغاز شد. به عنوان ایزدبانوی کشت، او با نماد یک ساقه نشان داده می‌شد. تکه‌ای از یک گلدان سنگی، که احتمالاً در گیرسو یافت شده و در موزه بریتانیا نگهداری می‌شود، ایزدبانویی را نشان می‌دهد که بیشتر به عنوان نیسابا شناخته می‌شود (اگرچه ممکن است بابا یا اینانا هم باشد). او با چهار دسته موی فر پیچیده نگاریده می‌شده که لباسی با تاجی شاخدار و هلال ماه در پشت و دسته خرمایی در آن بوده‌است. پس از اینکه او به عنوان ایزدبانوی نوشتن شناخته شد، در استوانه‌های گودئا (حدود ۲۱۲۵ پیش از میلاد) او دارای قلم طلایی و لوح سفالی است که تصویر بهشت پرستاره را حمل می‌کند.
دگرگونی نیسابا از منحصراً ایزدبانوی دانه به ایزدبانویی که به عنوان پشتیبان نوشتن و شمارش مورد پرستش قرار می‌گرفت، احتمالاً با افزایش اهمیت شیوه‌های نوشتاری برای خرید و فروش گندم و جو و دیگر کالاهای اساسی، رخ داده‌است. خط میخی خود به عنوان هدیه ای از سوی ایزدبانو به‌شمار می‌رفته‌است. همانگونه که خود نوشتن از نوشتارهای ساده، به شکل‌های پیچیده‌تری مانند ثبت قراردادها، قوانین، تاریخ و ادبیات رشد کرد، پرستش نیسابا نیز این وظایف را دربرگرفت. پرستش او به اِرش، جایی که پرستشگاه او و دیگر خدایان بود، گسترش یافت، هرچند که به نظر نمی‌رسد که او هیچ پرستشگاه اختصاصی تنها برای خود داشته باشد. به نظر می‌رسد پرستش او در درجه نخست از راه هنر نوشتن انجام می‌شده‌است و هر نوشته‌ای به عنوان هدیه ای برای ایزدبانو در نظر گرفته می‌شده‌است. بسیاری از لوح‌های گلی با عبارت " سومری: 𒀭𒉀𒍠𒊩 AN.NAGA.ZAG.SAL AN.NAGA.ZAG.SAL AN.NAGA.ZAG.SAL AN.NAGA.ZAG.SAL؛ D nisaba za 3 -mi 2) به احترام او ساخته شده‌اند. سرودی بر نیسابا در زمان سلسله دوم اور آغاز می‌شود: "بانویی مانند ستارگان رنگ آمیزی شدهٔ آسمان با لوح لاجوردی در دست. "
به نظر می‌رسد پرستش نیسابا در زمان بابل و پادشاهیی حمورابی در سده ۱۸ پیش از میلاد کاهش یافته‌است. در این دوره ایزدبانوها به نفع خدایان مرد کمتر پرستش می‌شدند. در پایان سلسله سوم اور، به نظر می‌رسد پرستش او بیشتر با نبو، خدای مرد نویسندگی جایگزین شده‌است، که در برخی منابع نسباً را همسر خود می‌دانسته‌است. اگرچه نیسابا همچنان در پرستشگاه‌های خود در کنار او مورد احترام بود. به نظر می‌رسد پرستش نیسابا در میان‌رودان تا پس از فروپاشیپادشاهی سلوکی در سال ۶۳ پیش از میلاد ادامه داشته و سپس از میان رفته‌است.

## افسانه‌شناسی

### نقش
نیسابا در افسانه‌های سومری و سپس میان‌رودان به عنوان نویسنده دربار خدایان کار می‌کرده‌است. انکی، خدای فرزانگی، که جهان را پس از آفرینش سازماندهی کرد، به هر خدایی نقشی در سامان جهانی داد. او نیسابا را نویسنده خدایان نامید و سپس مدرسه ای برای او ساخت تا بتواند بهتر به نیازمندان خدمت کند. او می‌بایست پرونده‌ها را ثبت می‌کرد، رویدادها و رخدادها را شرح می‌داد و وظایف گوناگون دیگر مربوط به نوشتن را برای خدایان انجام می‌دهد.
او نویسنده اصلی نانشه بود. در نخستین روز از سال جدید، او و نانشه با همکاری هم سعی می‌کنند تا ناسازگاری‌های میان انسان‌ها را چاره‌اندیشی کرده و به نیازمندان کمک کنند. نیسابا فهرستی از کسانی که درخواست کمک کرده‌اند تهیه کرده و سپس آنها را در صف قرار می‌دهد تا در مقابل نانشه بایستند تا آنها را داوری کند. نیسابا همچنین به عنوان کلیددار پرستشگاه نین‌هورساگ در کش هم هست.

### خانواده
مانند بسیاری از خدایان سومری، مکان دقیق نیسابا در پانتئون و میراث او تا حدودی مبهم به نظر می‌رسد. در کانون اصلی پرستش او، در اما، او دختر اون و اوراش، و خواهر نین‌سون، مادر گیلگمش است. بر پایه آیین اِرِش، گفته می‌شود که او دختر انلیل و نینلیل است. در منابع دیگر، او مادر نینلیل است که مادر شوهر انلیل می‌شود.
در منابعی که از نخستین سلسله بابل (حدود ۱۸۳۰ پیش از میلاد - ۱۵۳۱ پیش از میلاد) آمده‌است، نیسابا همسری به نام هایا داردکه در درجه نخست خدای نویسندگان است، با این وجود به نظر می‌رسد که هایا در اصل بازتاب مردانه نیسابا است.